# Aleksandar Goga
Aleksandar Goga, född 10 november 1986 i Stockholm, är en svensk internet- och techentreprenör. 
Goga växte upp i Sätra i Stockholm och har studerat vid Institutionen för data- och systemvetenskap vid Stockholms universitet.
2006 grundade han tjänsteförmedlingsföretaget ServiceFinder tillsammans med Vishal Nanda och Jeffrey Singh. De startade också JobbJakt.se och Staffrec Systems AB. 2016 såldes bolaget, då värderat till över 300 miljoner kronor, till Schibsted Media Group för  och Goga blev kvar i företaget till 2017.
2018 investerade Goga i en retaillösning med företaget ClickSys, vilket senare ledde till att han klev in som operativt ansvarig och med tid tog vidare ClickSys infrastruktur och grundade Orderhero, vars fokus är att digitalisera restaurangnäringen.
2020 utgav Goga en bok på bokförlaget Liber Management, Eat Sleep Startup Repeat,  skriven tillsammans med Caroline Lidman.

## Utmärkelser
- 2007 listades han som en av Sveriges hetaste nätentreprenörer av tidningen InternetWorld.
- 2011 utsågs han till en av Sveriges 101 supertalanger av Veckans Affärer, detta på plats 5.[6]